# 高取将之介
高取 将之介（たかとり しょうのすけ、2001年10月15日 - ）は、大阪府出身のプロ野球選手（投手）。右投右打。くふうハヤテベンチャーズ静岡所属。

## 経歴
小学校1年の時に野球を始めた。
中学校時代には寝屋川中央リトルシニアでプレーした。中学では捕手や内野手をしていた。同級生に伊藤大将がいた。
大阪府立門真西高等学校に進学したが高校1年秋に部員が9人しかおらず投手ができるのが高取しかいなかったため投手に転向した。3年夏の県大会では1回戦で10回を投げ7失点しながら21奪三振を記録した。
ルネス紅葉スポーツ柔整専門学校に進学し2022年にNOMOベースボールクラブに入団し主戦として試合に出場した。
前年よりウエスタンリーグに参入したくふうハヤテベンチャーズ静岡のトライアウトに参加し、2024年12月16日に入団が発表された。背番号は41。